# L-1 호흡법
L-1 호흡법 또는 L-1 호흡은 중력가속도를 견디기 위한 호흡법으로, 온몸에 힘을 준 상태에서 복압에 힘을 주는 형식으로 시행하여 3~4초 간격으로 짧게 끊어서 숨을 쉬는 방법이다. 일반적으로 비행기 조종사들이 빠른 속력에서 중력을 버티기 위해 시행한다.